# Tyke Peacock
Tyke Peacock (24 februari 1961) is een voormalig Amerikaanse hoogspringer. Met zijn persoonlijk record van 2,33 m behoorde hij tot de beste hoogspringers ter wereld. Naast atleet speelde hij ook basketbal.
Op de wereldkampioenschappen atletiek 1983 in Helsinki won hij een zilveren medaille met een hoogte van 2,32 m. De Rus Gennadi Avdejenko sprong op dit kampioenschap ook 2,32 m, maar had hiervoor minder pogingen nodig waardoor hij het goud won. In 1981 versloeg hij in Rome de West-Duitser Gerd Nagel en de Oost-Duitser Jörg Freimuth en nam hij de wereldbeker mee naar huis.

## Titels
- Amerikaans kampioen hoogspringen (outdoor) - 1981
- Amerikaans kampioen hoogspringen (indoor) - 1983

## Persoonlijk record
| Onderdeel    | Prestatie | Datum            | Plaats  |
| ------------ | --------- | ---------------- | ------- |
| hoogspringen | 2,33 m    | 17 augustus 1983 | Berlijn |

## Palmares

### Hoogspringen
- 1981:  Wereldbeker - 2,28 m
- 1983:  WK - 2,32 m